# Croton buxifolius
Espèce
Croton buxifolius est une espèce de plantes à fleurs du genre Croton et de la famille des Euphorbiaceae présente au Brésil (Bahia à Rio Grande do Sul).
Il a pour synonymes :
- Croton erythroxyloides var. buxifolius Baill., 1864
- Oxydectes buxifolia (Baill.) Kuntze